# 캐서린 스파크

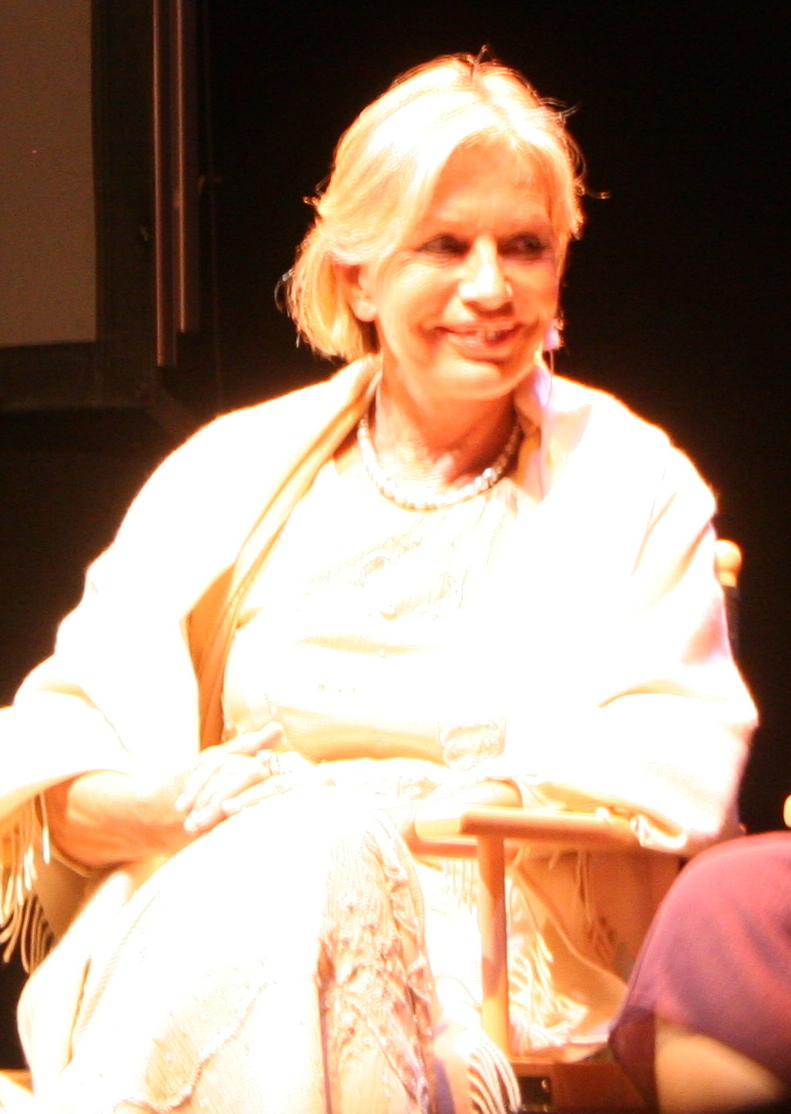
캐서린 스파크(2011년)

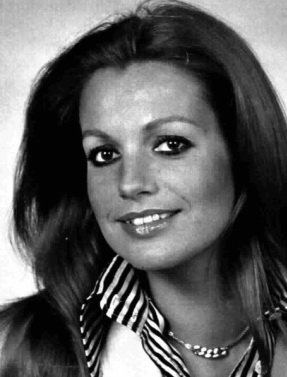
1975년 모습

캐서린 스파크(영어: Catherine Spaak, 1945년 4월 3일 ~ 2022년 4월 17일)는 프랑스의 가수, 영화배우, 연극 배우, TV 사회자이다. 프랑스 불로뉴비양쿠르 출신이다.

## 출연 작품

### 영화
- 더블 데이트(1972년)
- 아홉 개의 꼬리를 가진 고양이(1971년)
- 립 오프(1971년)
- 이프 이츠 튜즈데이(1969년)
- 호텔(1967년)
- 브레이크 업(1965년)
- 라 론데(1964년)
- 쥐트코트의 주말(1964년)
- 권태(1963년)
- 구멍(1960년)